# Vaçe Zela
Vaçe Zela (n. 7 aprilie 1939, Lushnjë, Regiunea Fier, Albania – d. 6 februarie 2014, Basel, Cantonul Basel-Oraș, Elveția) a fost o cântăreață albaneză. Și-a început cariera în tinerețe și în 1962 a câștigat primul Festivalul Albanez de Cântec (Festivali i Këngës). Câștigătoare a festivalului de 11 ori, faima ei a crescut în perioada comunistă și a primit premiul Artist de Merit al Albaniei în 1977. Pe 24 decembrie 2002, a primit premiul Onoarea Națiunii din partea președintelui albanez Alfred Moisiu. Înainte să moară în 2014, locuia în Elveția.

## Primele apariții
Primii care i-au descoperit talentul au fost profesorii ei. Nu era talentată doar la muzică, ci și la artă și teatru. Avea numai zece ani când a început să cânte cântece populare din regiunea Myzeqe. Obișnuia să cânte în parcul Lushnje din orașul ei, atrăgând trecătorii. Ea a participat la mici concerte din orașul ei, cu toate că părinții ei nu au fost de acord ca fiică lor să meargă pe acest drum. Cu toate acestea, ea a mers în Tirana să studieze la prestigioasa Școală de Arte, dar nu a fost acceptată, așa că a studiat la Liceul Qemal Stafa, unde a început să învețe să cânte la chitară.

## Carieră
Zela a fost numită în Ansamblul Muzical al Armatei (albaneză: Ansambli i Ushtrisë), apoi în Ansamblul de Stat (albaneză: Ansambli Shtetëror) și în Ansamblul de Cântece și Dansuri (albaneză: Ansambli i Këngëve dhe Valleve).

## Premii
Zela a fost prima câștigătoare a primului Festival Albanez de Cântec cu cântecul Primul Copil (albaneză: Fëmija i parë) pe 26 decembrie 1962. Printre premiile internaționale câștigate se numără: Discul de aur, Femeia anului în Cambridge, Anglia în 1997-1998 și Microfonul de Aur de la ministrul culturii din Kosovo. Ultimul premiu câștigat a fost Marele premiu special pentru legenda muzicii, a 45-a aniversare a Festivalului Televiziunii Radio Albaneze, pentru o contribuție unică la muzica albaneză.

## Legături externe
- Agolli, Nexhat (2001). Vaçe Zela: magjia e këngës shqiptare : monografi (in Albanian). Lisitan. ISBN 978-99927-739-1-8.
- Routledge (2007-01-01). International Who's Who in Popular Music 2007. Routledge. ISBN 978-1-85743-417-0.